# Grete Forst

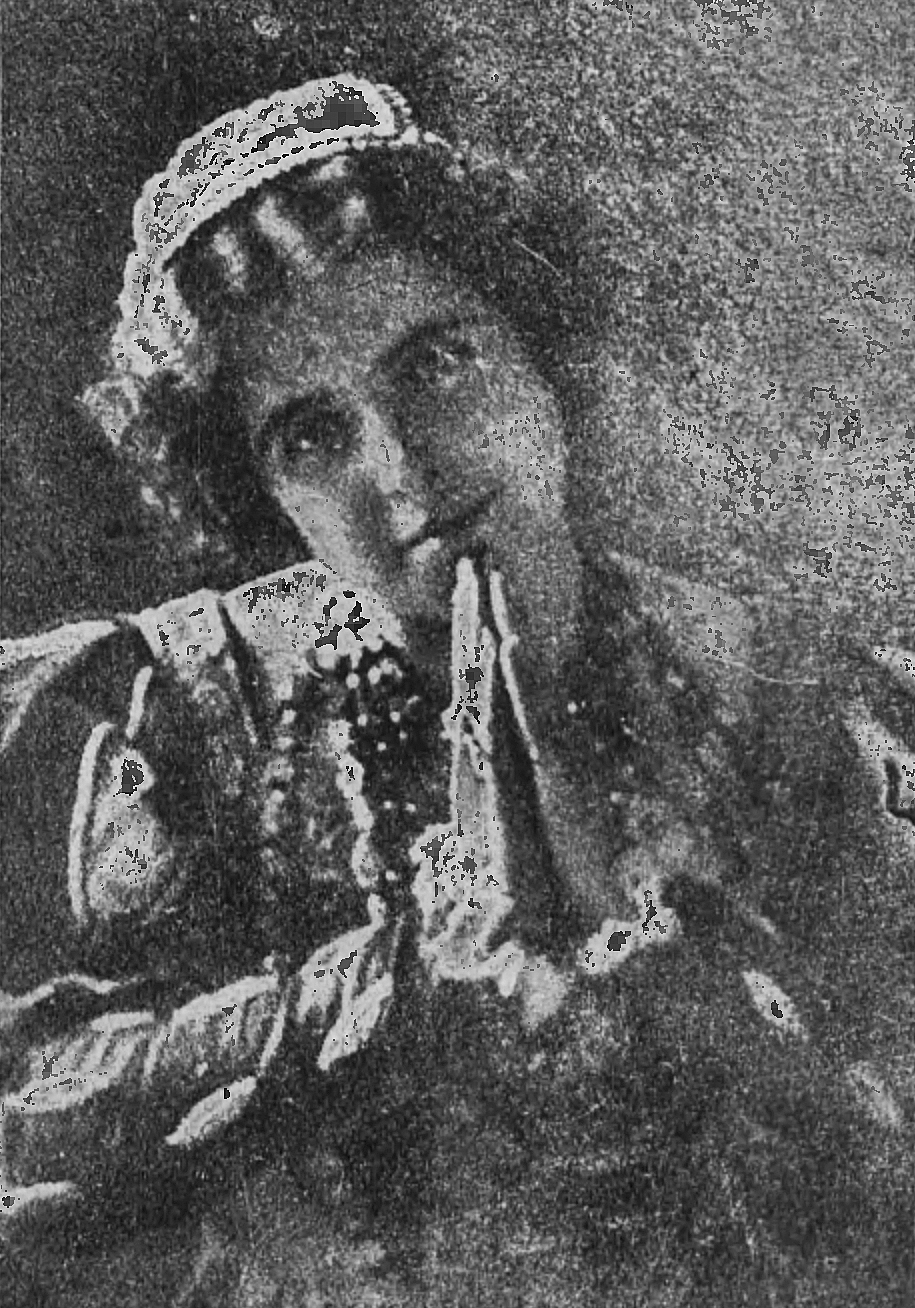
Grete Forst (ca. 1917)

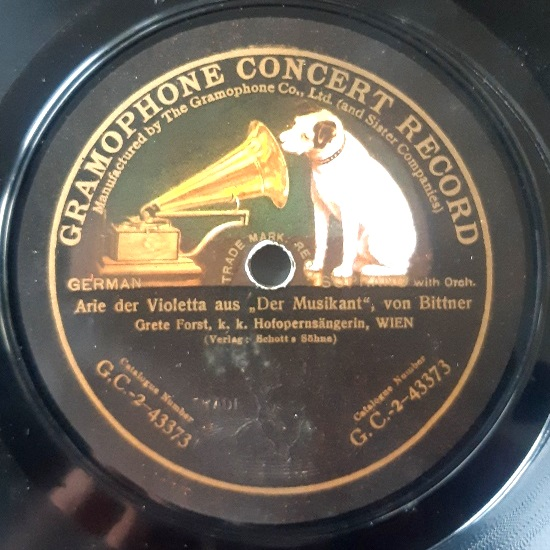
Schallplatte von Grete Forst (Wien 1910)

Grete Forst (geb. 16. August 1878 als Margarete Feiglstock in Wien; gest. 1. Juni 1942 im Vernichtungslager Maly Trostinez bei Minsk) war eine österreichische Sopranistin, die Opfer des Holocaust wurde.
Forst wurde unter Hermine Granichstätten ausgebildet. Erstmals 1898 hatte sie einen öffentlichen Auftritt bei einem Schülerkonzert. Sie gab ihr Bühnendebüt als Sängerin 1900 an der Kölner Oper in der Titelrolle in Gaetano Donizettis Lucia di Lammermoor. 1903 wechselte sie an die Wiener Hofoper, bei der sie zuvor einige Mal als Gastsängerin aufgetreten war. Ihre erste Rolle dort war erneut die der Lucia. Die größten Erfolge ihrer Karriere hatte sie in dieser Zeit, so etwa 1907 in der Titelrolle in der Wiener Erstaufführung von Puccinis Madama Butterfly.
Forst heiratete 1911 den Bankier Hans Schuschny. Nach der Heirat verließ sie die Wiener Hofoper und hatte danach Gastauftritte, war als Konzertsängerin tätig und unterrichtete in Wien Gesang. Sie trat fortan meist unter dem Künstlernamen Grete Forst-Schuschny auf.
Während ihr Sohn 1939 in die USA emigrierte, blieb Forst in Wien und konvertierte 1940 vom Judentum zum Katholizismus. Am 27. Mai 1942 wurde sie mit einem Transport von Wien ins Vernichtungslager Maly Trostinez deportiert und dort wenige Tage später am 1. Juni 1942 ermordet.
Die Stimme von Grete Forst ist auf zahlreichen Schallplatten erhalten geblieben, die auf G&T und Gramophone erschienen (Wien 1904–1911); einige wenige Titel erschienen bei Lyrophon sowie auf Pathé-Walzen (beide Wien 1905).